# Regelbau R601
La casemate de type Regelbau R601 est une casemate répondant au standard Regelbau. Sa mission est de servir d'abri pour un canon antichar.
Elle était destinée à la Heer.

## Construction
Sa construction nécessitait le déblaiement de 600 m3 de matériaux.

## Architecture
Elle est constituée d'un garage pour le stockage d'un canon antichar Pak de petit calibre. Plusieurs types de modèles de canons Pak peuvent y être stockés bien qu'à l'origine le canon 7.5cm Pak 40 ait été privilégié.
Ce garage est recouvert de plaques de blindage de 20 cm d'épaisseur avec en sous-sol une soute à munitions.
La partie habitable est constituée de deux pièces. L'une sert de réserve, l'autre de salle de vie pour 6 soldats.
Deux tobrouks complètent l'ensemble.

## Exemplaires
Modèle conçu et réalisé fin 1942, il semble faire partie des bunkers « peu fréquents » et aurait été construit 29 à 31 fois sur le mur de l'Atlantique selon les sources (essentiellement en France). Il est possible que l'usage de blindage en toiture de la partie garage ait été un frein car le métal est un matériau rare en temps de guerre.
Un exemplaire est présent sur la presqu'île de Crozon. Un autre est présent sur la commune de Margival.